# Frederick Lohden

a Compétitions nationales et continentales officielles uniquement.

b Matchs officiels uniquement.
Frederick Charles Lohden, né le 13 juin 1871 à Hartlepool et mort le 13 avril 1954 à Cheam, est un joueur de rugby à XV anglais évoluant au poste d'avant pour l'équipe d'Angleterre. Il joue un match en sélection nationale. Il participe au tournoi britannique 1893.

## Carrière en rugby à XV
Frederick Lohden évolue en 1895 avec l'équipe anglaise de Blackheath. 
Frederick Lohden honore sa première cape avec l'équipe d'Angleterre quand il est retenu pour disputer le tournoi britannique en 1893 pour le match d'ouverture face à l'équipe du pays de Galles. Disputé à l'Arms Park de Cardiff, le terrain a été protégé du gel lors de la nuit précédente avec 500 brasiers disséminés à travers l'aire de jeu. Il en résulte que le terrain est glissant, et les conditions de jeu sont aggravées par la présence d'un vent fort. L'équipe anglaise joue la première mi-temps avec le vent dans le dos et les neuf avants du pack anglais dominent leurs vis-à-vis gallois. À la pause, le pays de Galles est mené 7-0, avec des essais de Frederick Lohden et d'Howard Marshall et une transformation du capitaine anglais Andrew Stoddart. Le début de seconde mi-temps voit Marshall d'illustrer à nouveau à la suite d'un bon travail des avants anglais. Cependant le pack anglais ne peut continuer sur un tel rythme et les joueurs faiblissent. Les Gallois inscrivent deux essais avant qu'Howard Marshall n'inscrive un troisième essai pour son premier match avec les couleurs du XV de la Rose. L'avantage est de 11-7. Les Gallois marquent un nouvel essai et un tir au but pour l'emporter 12-11. Frederick Lohden et Howard Marshall ne connaissent pas d'autre sélection alors qu'ils ont inscrit les quatre essais anglais.

## Statistiques en équipe nationale
Frederick Lohden dispute un tournoi britannique et un seul match avec l'équipe d'Angleterre. Il marque 2 points, soit un essai.
| Année | Compétition         | Match | Points | Essais | Transf. |
| 1893  | Tournoi britannique | 1     | 2      | 1      | -       |
| Total | Total               | 1     | 2      | 1      | -       |